# Trout Lake (See, Klickitat County)

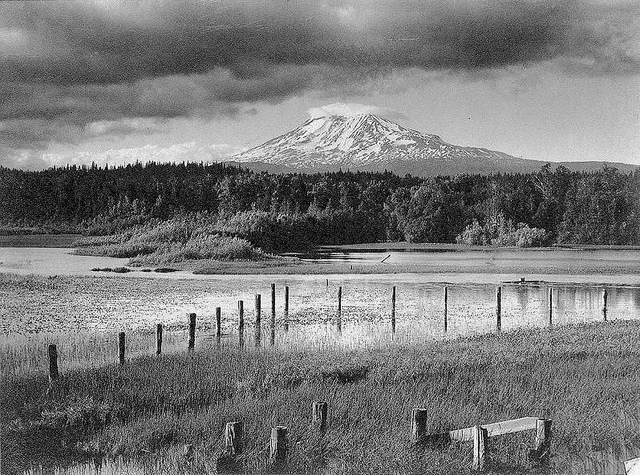
Bild vom Trout Lake mit Blick auf den Mount Adams

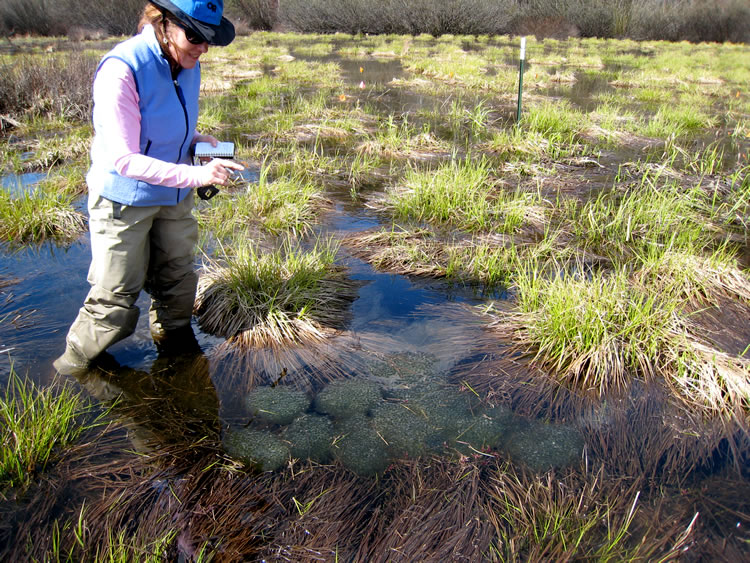
Bestandsaufnahme von Froschlaich von Rana pretiosa im Trout Lake-Moorgebiet

Der Trout Lake (deutsch: Forellensee) ist ein ehemaliger See etwa 1,5 Kilometer nordwestlich der gleichnamigen Ortschaft Lake Trout im Klickitat County, im südlichen US-Bundesstaat Washington, in den Vereinigten Staaten. Der in den 1970er Jahren weitgehend ausgetrocknete See befindet sich gleich östlich außerhalb des Gifford Pinchot National Forest und südwestlich des Mount Adams Forest Camp. Er ist heute ein Moorgebiet. Westlich des Sees verläuft der Trout Lake Creek in südöstliche Richtung zum White Salmon River, einem Nebenfluss des Columbia River.
Das Moorgebiet ist ein bevorzugtes Laichgebiet des Westlichen Fleckenfroschs (englisch: Oregon Spotted Frog (Rana pretiosa)).